# Gustave Sandras
Silvaine Gustave Sandras (Franciaország, Nord, Croix, 1872. február 24. – Franciaország, Nord, Flers-lez-Lille, 1951. június 21.) olimpiai bajnok francia tornász.
Indult a párizsi 1900. évi nyári olimpiai játékokon tornában. Ezen az olimpián csak egy versenyszám volt, a egyéni összetett. Honfitársait megelőzve aranyérmes lett.
Klubcsapata szülővárosában található Société de Gymnastique La Patriote volt.